# Wrząca (powiat koniński)
Wrząca – osada leśna w Polsce położona w województwie wielkopolskim, w powiecie konińskim, w gminie Krzymów.